# Смит, Дин (легкоатлет)
Финис Дин Смит (англ. Finis Dean Smith; 15 января 1932, Брекенридж, Техас — 24 июня 2023, Брекенридж, Техас) — американский спринтер, чемпион летних Олимпийских игр 1952 года в Хельсинки.

## Биография
В 1952 году Смит выиграл чемпионат любительского легкоатлетического союза в беге на 100 метров. На Олимпийских играх в Хельсинки он занял четвёртое место в беге на 100 метров и пробежал первый этап для американской команды, завоевавшей золотую медаль в эстафете 4×100 метров. Будучи спринтером легкоатлетической команды «Longhorn», Смит пробежал 100 ярдов за 9,4 секунды, что было на одну десятую секунды быстрее мирового рекорда того времени.
После окончания Техасского университета в Остине, где он выступал в соревнованиях по бегу и был членом «Серебряных шпор», Смит играл в профессиональный футбол за «Лос-Анджелес Рэмс» и «Питтсбург Стилерз», но никогда не играл в матчах регулярного сезона. После спортивной карьеры Смит выступал в качестве профессионального ковбоя и каскадёра в различных западных фильмах, таких как «Форт Аламо», «Команчеро», «Как был завоёван Запад», «Маклинток!», «Рио Кончос», «Большой Джейк» и «Эльдорадо». Он также появлялся в таких западных телешоу, как «Tales of Wells Fargo», «Мэверик», «Дымок из ствола», «Lawman», «Have Gun – Will Travel», «Iron Horse», «Крутой Уокер: Правосудие по-техасски».
Смит соревновался в любительском родео, выступал в верховой езде без седла и стреноживании телёнка и выигрывал чемпионаты в обоих дисциплинах. Ассоциация профессиональных ковбоев родео сделала его своим почётным членом. Он также участвовал в родео Реба Макинтайр для профессиональных знаменитостей в мае 1997 года в командных соревнованиях по стреноживанию.
В 2006 году он был введён в Зал славы техасских ковбоев. В 2009 году он был включён в Национальный музей мультикультурного западного наследия и Зал славы. Он также является членом Зала славы Техасской ассоциации тренеров по лёгкой атлетике.
Смит является членом Зала славы голливудских каскадёров. В 1997 году его назвали «Всеамериканским ковбоем», а в 1998 году он получил премию «Золотая бутса». В 2007 году он получил награду «Серебряная шпора» за свой вклад в кинобизнес в качестве каскадёра.
Скончался 24 июня 2023 года на 92-м году жизни.